# أندرياس سوتنر
أندرياس سوتنر (1876 – 5 يوليو 1953) هو مبارز بالسيف نمساوي راحل، مثّل بلاده في الألعاب الأولمبية الصيفية 1912.

## روابط خارجية
أندرياس سوتنر على موقع أوليمبيديا (الإنجليزية)